# Østlige Karpater
Østlige Karpater (slovakisk: Východné Karpaty, polsk:rumænsk Carpații orientali) er en del af den østeuropæiske bjergkæde Karpaterne. De udgør fortsættelsen af de Vestlige Karpater og inkluderer området fra byen Bardejov (Slovakiet) til Predealpasset (Rumænien). I Polen hører de Nedre Beskider, Sanok-Turkabjergene med Saanabjergene og Bieszczady til de østlige Karpaterne. Større byer her er Przemyśl, Krosno og Sanok samt (vinter)sportsbyerne Polańczyk, Ustrzyki Dolne og Ustrzyki Górne.
De østlige karpater er opdelt i de ydre og indre østlige karpater, og de centrale dele af begge kaldes Skovkarpaterne.
I bredeste forstand, men sjældent, bruges udtrykket østlige karpater til at betegne hele området med sydøstlige Karpaterne.
De østlige Karpater ligger i snæver forstand helt i Rumænien og markerer grænsen mellem delene Transsylvanien og Moldova. Det højeste punkt er Pietros der er 2.305 moh. Prisloppasset (1.416 m; på østgrænsen af Maramureș-regionen mellem Maramures-bjergene og Rodna-bjergene) i Rumænien. Den sydlige grænse går ved Predeal Passet. Større byer i regionen er Piatra Neamț og Bacău. De østlige Karpater har kun få turistfaciliteter.
De østlige karpater er præget af mange lange dale og er derfor opdelt i et stort antal bjergkæder. Deres betegnelse, afgrænsning og yderligere opdeling er ikke ensartet og bestemmes ikke kun af topografiske, men også af geologiske og turistmæssige aspekter.